# Kółko Żabieckie
Kółko Żabieckie – wieś w Polsce położona w województwie świętokrzyskim, w powiecie buskim, w gminie Pacanów.
| SIMC    | Nazwa      | Rodzaj    |
| ------- | ---------- | --------- |
| 0258490 | Wermanówka | część wsi |
| 0258508 | Żabiec     | część wsi |

W latach 1975–1998 miejscowość administracyjnie należała do województwa kieleckiego.
Na rzece Wiśle w Kółku Żabieckim znajduje się przystań żeglugi śródlądowej.